# Syzygium duthieanum
Syzygium duthieanum är en myrtenväxtart som först beskrevs av George King, och fick sitt nu gällande namn av Genkei Masamune. Syzygium duthieanum ingår i släktet Syzygium och familjen myrtenväxter. IUCN kategoriserar arten globalt som livskraftig. Inga underarter finns listade i Catalogue of Life.